# Jacob Johann von Wulffen
Jacob Johann von Wulffen (* 25. November 1623 in Riga, Schwedisch-Livland; † 20. Juni 1678) war königlich-schwedischer Generalleutnant und Gouverneur von Stettin.
Er leitete die Verteidigung der schwedischen Garnison von Stettin in der Belagerung von Stettin (1677).
Von Wulffen nahm auch als Regimentsinhaber am Schwedeneinfall in die Mark Brandenburg und der Schlacht bei Fehrbellin teil.
Sein Vater war der Obrist-Wachtmeister Paul von Wulfen. Er verkaufte am 23. November 1674 das Gut Zarnikau, das sein Vater 1627 erstanden hatte. Er war zudem Erbherr auf Rosenfelde, Höckendorf und Steckelin.
Von Wulffen heiratete 1660 Anna Hedwig von der Osten (1641–1676).